# Rebecca L. Cann
Rebecca Louise Cann (* 1951 in Burlington (Iowa)) ist eine US-amerikanische Genetikerin und Molekularbiologin. Sie ist bekannt durch eine Veröffentlichung zur Mitochondrialen Eva 1987.
Cann wuchs in Des Moines und San Francisco auf. 1972 erhielt sie ihren Bachelor-Abschluss in Genetik an der University of California, Berkeley, und arbeitete danach zunächst 1972 bis 1977 in der Pharmafirma Cutter Laboratories in Berkeley. Dort lernte sie bei Arbeiten an Serum von Makaken auch Techniken zum Aufbau eines phylogenetischen Stammbaums. Sie ging danach wieder zum Studium an die Universität Berkeley und wurde 1982 bei Allan Wilson in Genetik promoviert. Inzwischen hatte die molekulare Genetik und auch die Humangenetik, an der sie besonders interessiert war, mit der Anwendung von Restriktionsenzymen wesentliche Fortschritte gemacht (bei Beendigung ihres Studiums 1972 war davon noch nichts abzusehen) und ihr Doktorvater Allan Wilson war für die Entwicklung der Idee der molekularen Uhr bekannt. Am Labor war auch der Anthropologe Vince Sarich, der sie ebenfalls stark beeinflusste. Als Post-Doktorandin war sie am Howard Hughes Medical Institute an der Universität San Francisco und ab 1986 lehrte sie an der Universität von Hawaii in Honolulu. Sie ist Professorin für Zell- und Molekularbiologie an der Universität Hawaii in Manoa.
Ihre Arbeit über die Abstammung des Menschen aus der Untersuchung mitochondrischer DNA von Menschen unterschiedlicher Herkunft (Asien, Südpazifik, Europa, Afroamerikaner) ging auf ihre Doktorarbeit zurück. Der Student Mark Stoneking fügte genetische Proben von australischen Aborigines und Ureinwohnern von Neuguinea bei. Die Arbeit von Cann und Kollegen erschien nach einiger Verzögerung 1987 in Nature (sie war 1985 eingereicht worden). Danach waren die Vorfahren heutiger Menschen alle auf eine Urmutter zurückzuführen, die vor rund 200.000 Jahren in Afrika lebte.
Sie befasste sich auch danach mit der genetischen Untersuchung der Evolution des Menschen, insbesondere Gemeinsamkeiten, die der frühe Mensch mit heute gefährdeten Tierarten teilte (kleine Population, Geschlechtsunterschiede im Verhalten, Risiken bezüglich Infektionskrankheiten, geographische Isolation).
2016 erhielt sie den Chemical Pioneer Award.
Sie war zweimal verheiratet. Ihre erste Ehe wurde 1972 geschlossen (die Ehe war auch der Grund, warum sie vorübergehend das Studium unterbrach und stattdessen ihrem Mann half das Studium zu beenden). In zweiter Ehe ist sie mit Lenny Freed verheiratet, mit dem sie auch über die Phylogenie gefährdeter Vogelarten im Hakalau Forest National Wildlife Refuge zusammenarbeitet.

## Schriften
- mit Allan Wilson, Mark Stoneking:  Mitochondrial DNA and Human Evolution, Nature, Band 325, 1987, S. 31–36
- mit M. Stoneking:  African origin of human mitochondrial DNA. In: P. Mellars, C. Stringer (Hrsg.), The Human Revolution: Behavioural and Biological Perspectives on the Origins of Modern Humans, Edinburgh University Press, 1989, S. 17–30
- mit Allan Wilson: The recent african genesis of humans, Scientific American, April 1992
- Mitochondrial DNA and human evolution. In: J. P. Changeux, J. Chavaillon (Hrsg.), Origins of the Human Brain, Oxford University Press 1996.
- Mothers, Labels, and Misogyny, in L. D. Hager (Hrsg.), Womens in Human Evolution, Routledge 1997, Kapitel 4, S. 75–89
- mit K. C. Diller: Evidence against a genetic-based revolution in language 50,000 years ago. In: R. Botha, C. Knight (Hrsg.), The Cradle of Language, Oxford University Press, 2009, S. 135–149.
- mit K. C. Diller: Molecular perspectives on human evolution. In: K. R. Gibson, M. Tallerman (Hrsg.), The Oxford Handbook of Language Evolution, Oxford University Press 2011.
- mit Karl C. Diller: Genetic influences on language evolution: an evaluation of the evidence, in:  K. R. Gibson, M. Tallerman (Hrsg.), The Oxford Handbook of Language Evolution, Oxford University Press 2011.